# 上村拓馬
上村 拓馬（うえむら たくま、1978年4月4日 - ）は、京都府出身の俳優・陶芸家・紙布織作家。
趣味は写真。

## 略歴
- 1978年生まれ。
- 1984年：書道家、玉井陽舟に師事。
- 1986年：陶芸家、梅原武平に師事。
- 1998年：大学入学後舞台俳優を始める。

　　同時に陶芸家、紙布織作家、染色作家として作品を発表中。

## 主な出演歴
- 見よ、飛行機の高く飛べるを（2001年）文化パルク城陽
- ホワイトリリー（2001年）カラビンカ
- サカナ（2002年）
- 向日葵（2003年）
- 月水金は星屑になる（2003年）文化パルク城陽
- 向日葵『リメイク』（2003年）アトリエ劇研
- 香華の館（2003年）DANCE BOX
- 冬虫夏草（2004年）
- あゝつばき　愛あれば君　逝かずにすんだものの（2004年）
- 金糸雀（2004年）IST零番舘
- 「寺山修司という世界」（2006年）
- バラ戦争（2007年）